# Каср аль-Хейр аль-Гарби

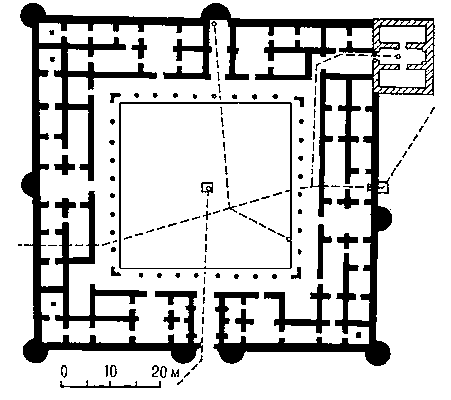
План дворца Каср Аль-Хейр Аль-Гарби

Каср Аль-Хейр Аль-Гарби (араб. قصر الحير الغربي‎, досл.: «Западный дворец благоденствия») — арабский замок к востоку от Хомса (Сирия), построенный в 727 году на месте византийского монастыря VI века. Ныне представляет собой руины, найденные на месте замка фрески, стуковые рельефы, фрагменты скульптуры помещены в Национальный музей Дамаска.
Характерный образец архитектурных сооружений Омейядов в пустыне: квадратный в плане, с симметрично расположенными вокруг двора жилыми и хозяйственными помещениями и внешней стеной с полукруглыми в плане башнями и монументальным входом. Первоначально представлял почти правильный квадрат глухих стен размером 70×70 м, точно ориентированный по осям координат и укреплённый снаружи глухими башнями: на углах — трехчетвертными, а в центре каждого фасада — полукруглыми. Стены были покрыты штукатуркой и расписаны фресками. При строительстве дворца использовались колонны и другие декоративные элементы, добытые из руин Пальмиры.